# بنجامین هرمان
بنجامین هرمان (انگلیسی: Benjamin Herrmann؛ زادهٔ ۱۷ ژوئیهٔ ۱۹۷۱) تهیه‌کننده فیلم، تهیه‌کننده تلویزیونی، و تدوین‌گر اهل آلمان است.
وی همچنین برندهٔ جوایزی همچون جایزه فیلم آلمان برای بهترین فیلم شده‌است.